# Чоканешти (Олт)
Чоканешти (рум. Ciocănești) насеље је у Румунији у округу Олт у општини Барашти. Oпштина се налази на надморској висини од 240 m.

## Становништво
Према подацима из 2002. године у насељу је живело 295 становника, од којих су сви румунске националности.